# William Henry Ogilvie

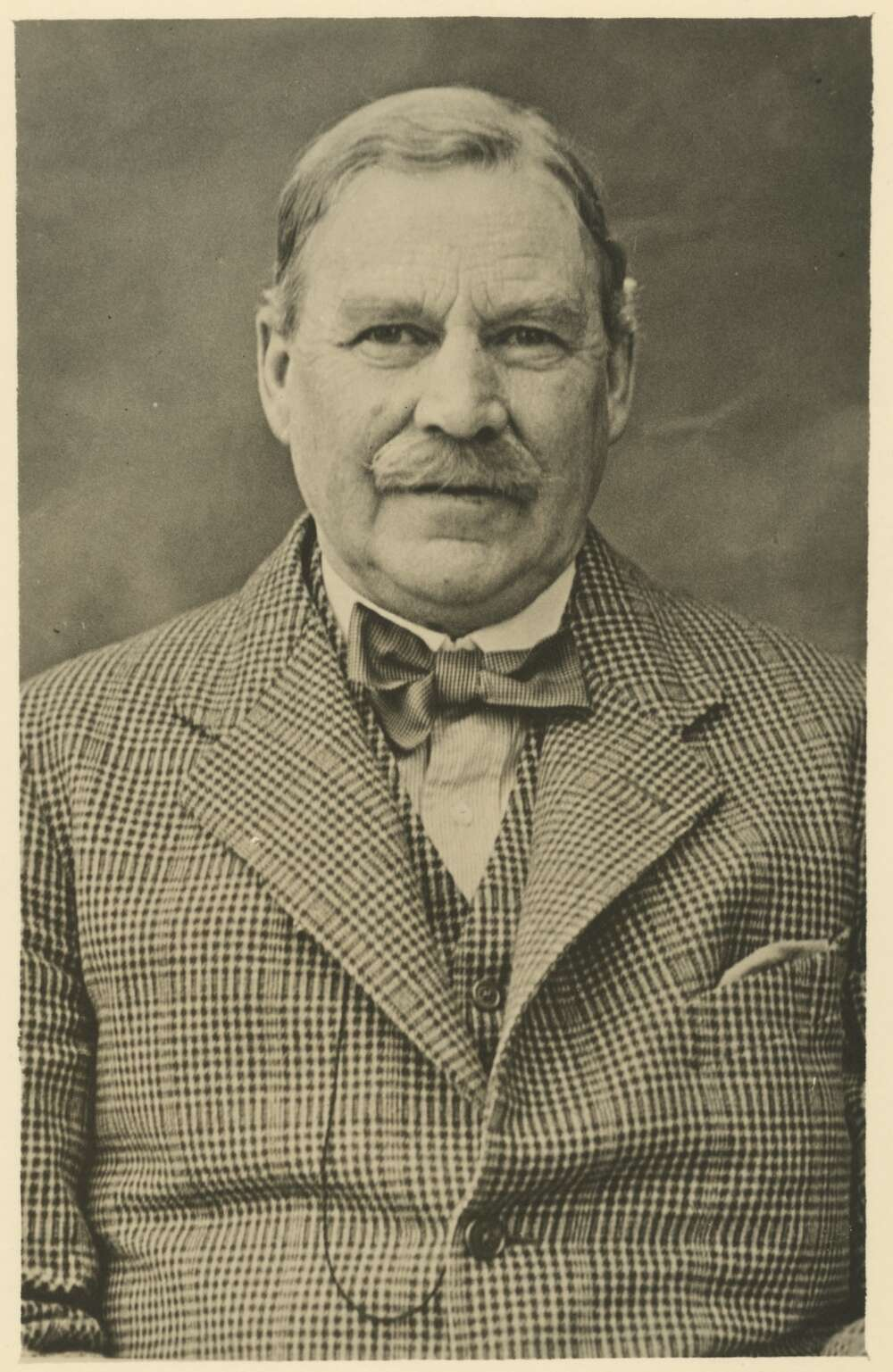
William Henry Ogilvie, 1937

William Henry Ogilvie (* 21. August 1869 bei Kelso, Roxburghshire, Schottland; † 30. Januar 1963 in Ashkirk, Selkirk, Schottland) war ein schottisch-australischer Dichter und Pferdezüchter. Er kam 1889 nach Australien.
Ogilvie besaß eine große Leidenschaft für Pferde und Reiten. Er interessierte sich besonders für das Outback. Er wurde Experte als Pferdezüchter, Viehtreiber und horse-breaker. Er arbeitete in Belalie am Warrego, Queensland, und in Maroupe in South Australia. Er wurde als leiser Schotte von mittlerer Größe mit einem roten Bart und hellem Teint beschrieben.
Er schrieb lyrische und romantische Poesie, die sich durch ihren balladenhaften Stil auszeichnete und Beschreibungen des Lebens und der Menschen im Outback enthielt. Will, wie er gerufen wurde, schrieb auch vieles über englische und schottische Themen und seine Werke wurden in Sammlungen englischer und schottischer Poesie aufgenommen. Sein ganzes Werk wurde ursprünglich in Australien veröffentlicht, dem Land, mit dem er am engsten verbunden ist.
Seine Liebe zum Outback sowie zu Hunden und Pferden spiegelt sich in seinen Werken wider (My Life in the Open, Kelpies, The Australian). Eine Sammlung seiner Poesie wurde in Saddle for a Throne 1952 veröffentlicht und Dedicated to Comrades of Camp-fire and Muster; das Buch enthält ein Vorwort von R. M. Williams, der ihn in den späten 1940er Jahren traf und an der Veröffentlichung beteiligt war.
Ein förmliches Porträt Ogilvies, der mit seinem Foxterrier posiert, hängt in der National Library of Australia in Canberra.